# Университет Чанкая

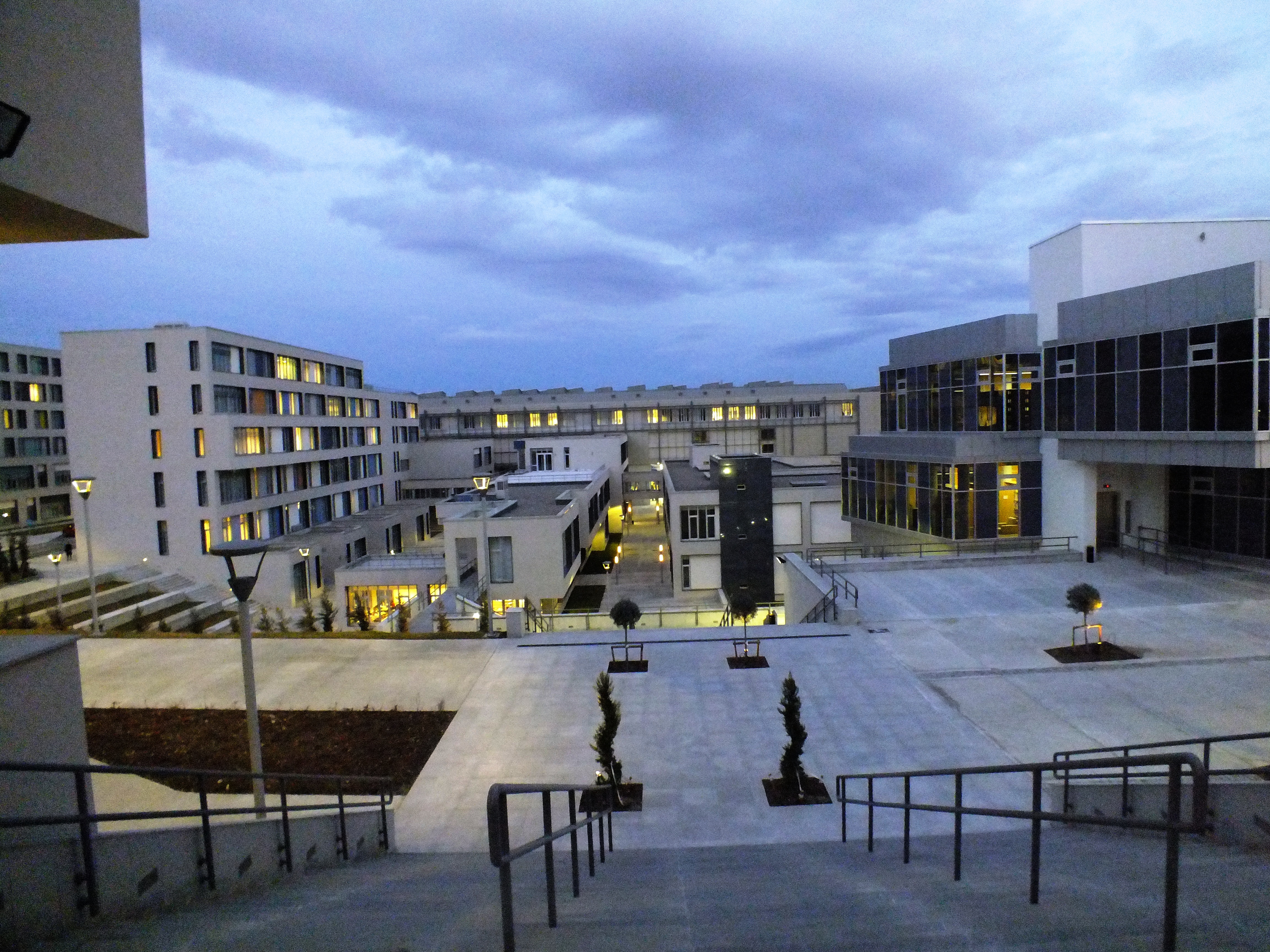
Университет Чанкая

Университет Чанкая (тур. Çankaya Üniversitesi) — высшее учебное заведение, расположенное в Анкаре. Университет основан 9 июля 1997 года, как подразделение «Sıtkı Alp Education Foundation».

## История
Университет был создан частным фондом для создания условий перехода детей из средней школы в высшую. Располагается в Чанкаи.
В 2011 году был открыт новый корпус известный как Arkitera Mimarlık Merkezi, как важный центр по изучению архитектуры и краеведения
При университете есть спортивный клуб «Спортивный клуб университета „Чанкая“» Çankaya Üniversitesi Spor Kulübü, а также исследовательские центры. Строится концертная арена.
24 апреля 2012 года в «Чанкая» состоялся 1-й Фестиваль культуры и искусства тюркского мира.

## Факультеты и кафедры
- Факультет гуманитарных, естественных и точных наук
- Строительства и архитектуры
- Экономики и административных наук
- Юридический факультет